# Blixtlås

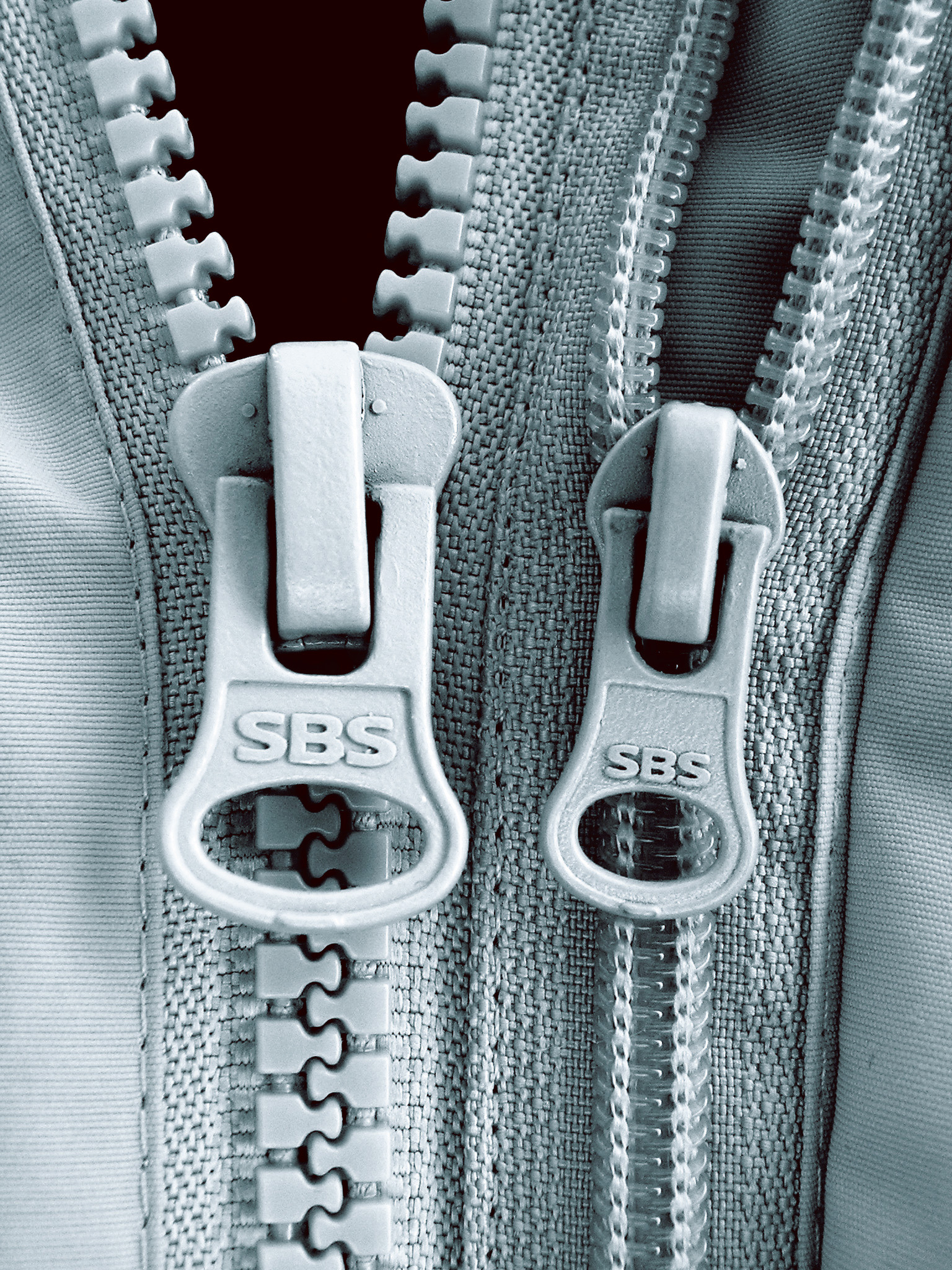
Blixtlås av plast.

Blixtlås eller dragkedja är en slags tillslutningsanordning för främst kläder, skor och väskor. Ett blixtlås består av en löpare som dras mellan två rader av häktor: när den dras åt ena hållet låses de två radernas häktor i varandra, och när den dras åt andra hållet lösgörs de från varandra. Materialet var tidigare uteslutande metall, men numera görs blixtlås även i plast. Världens största tillverkare är idag[när?] japanska YKK.

## Historik

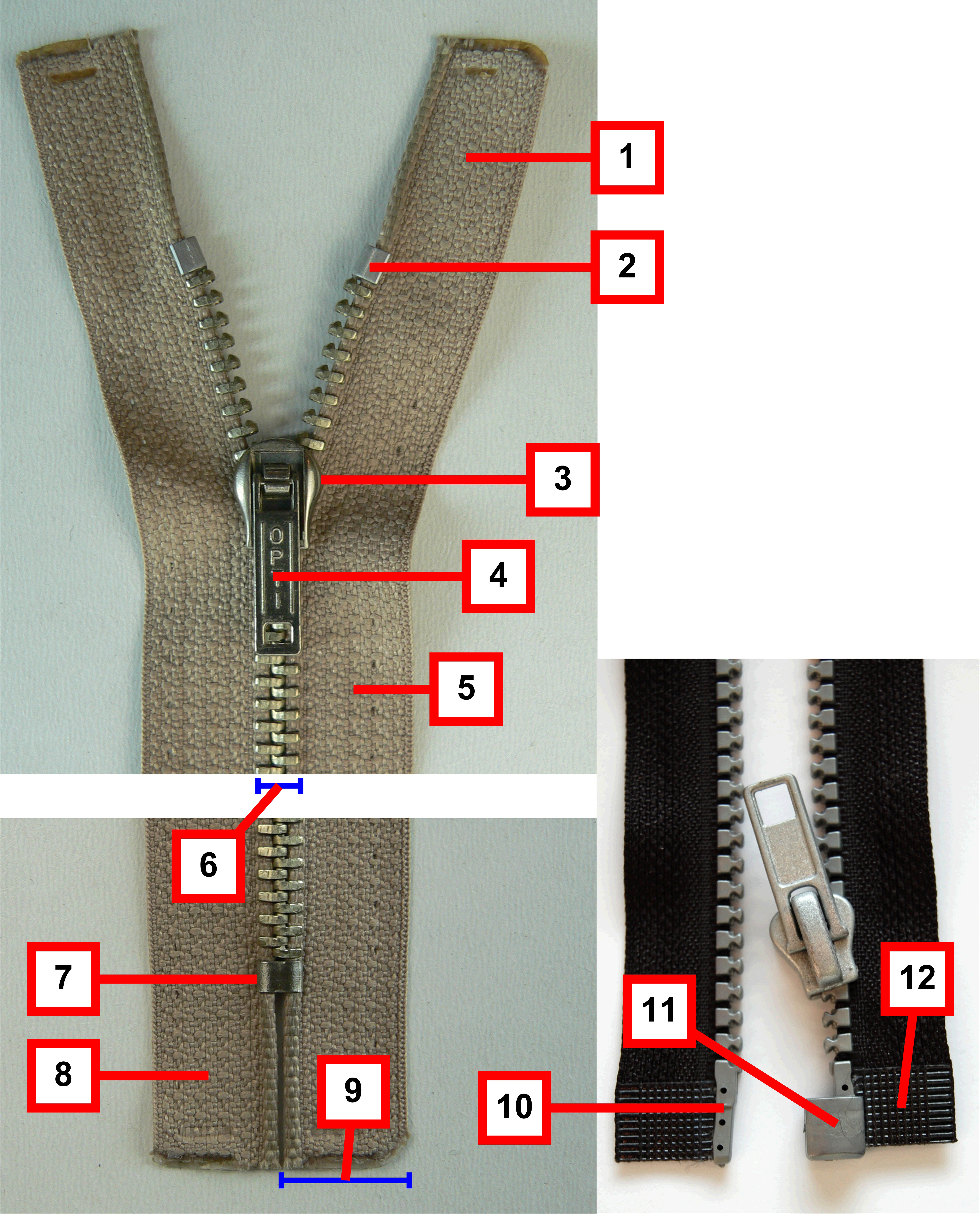
3. löpare 4. dragtapp 6. häktor 7 & 11. föreningspunkt

Hur blixtlåset fungerar

Det första blixtlåset patenterades redan 1851 av den amerikanske symaskinskonstruktören Elias Howe. Viktiga förbättringar gjordes av amerikanen Whitcomb L. Judson (1893) och senare förbättrades konstruktionen ytterligare av två svenskamerikaner: Peter Aron Aronsson 1906 och hans svärson smålänningen Gideon Sundbäck 1913. Sundbäck omnämns ibland som dragkedjans uppfinnare, men han utvecklade alltså något som det redan fanns äldre versioner av.
I de första blixtlåsen syddes häktorna fast i tyget för hand, en i taget. Sundbäck kom på idén att stansa ut häktorna och klämma fast dem i två tygband, som sedan kunde sys fast med maskin. 
År 1923 träffade Sundbäck schweizaren Martin Winterhalter under en Europaresa. Winterhalter köpte rättigheterna till att använda patentet i Europa och tog 1929 fram en teknik för att pressgjuta metallen, något som fick spridning världen över och gjorde honom förmögen. Vid sin död 1961 producerade Winterhalters företag årligen 4 500 kilometer blixtlås som exporterades till 40 länder.
I Sverige började blixtlås tillverkas 1931 vid Gusums bruk. 
Dragkedjor används i alla typer av kläder och väskor, många gånger i stället för knappar, exempelvis i jackor, overaller, stövlar och gylfen på byxor.
Ordet blixtlås är belagt i svenska språket åtminstone sedan 1925 och dragkedja åtminstone sedan 1947.

## Konstruktion
Blixtlås tillverkas numera ofta av både plast och metall. I tunnare plagg passar de finare och mjukare plastblixtlåsen, som kan färgas i olika modefärger, medan metallblixtlås fortfarande är vanligast när kraftigare textilier ska låsas ihop eller där påfrestningarna på blixtlåset är större. Det finns dock även kraftigare blixtlås i plast för vissa skor och väskor.
Oftast har blixtlås en definierad startpunkt och en slutpunkt, men det finns även blixtlås som kan öppnas och låsas från två håll.
De vanligaste blixtlåsen har de två halvorna fast förenade med varandra i ena änden. Med det öppningsbara blixtlåset kan man lätt haka isär halvorna, när löparen förts ända till föreningspunkten. Lika enkelt kan man haka samman halvorna, när blixtlåset ska stängas.
Optilonlåset är en sorts plastlås, men där alla de små häktorna i ett vanligt metallås är ersatta av två längsgående spiralfjädrar, listigt tillknycklade så att de hakar i varandra, när löparen drar ihop dem, och dras isär, när löparen förs åt andra hållet.